# مایزویل (کنتاکی)
مایزویل (به انگلیسی: Maysville) شهری در ایالت کنتاکی کشور ایالات متحده آمریکا است که جمعیت آن در سرشماری سال ۲۰۱۰ میلادی، ۹٬۰۱۱ نفر بوده‌است.